# حزب التضامن اللبناني
حزب التضامن اللبناني هو حزب سياسي لبناني تم إنشاؤه بقيادة إميل رحمة وجزء من تحالف 8 آذار. كان للحزب مقعد واحد في الانتخابات اللبنانية عام 2009.
ولد إميل غورجس رحمة في 1 مارس 1952 في دير الأحمر ودرس في مدرسة الشرقية في زحلة. منذ الطفولة تميز رحمة بميل غريزي إلى السياسة لذلك التحق بالجامعة اللبنانية وتخرج بدرجة الماجستير في مجال الحقوق الشخصية.
بدأ رحمة في وقت مبكر حياته السياسية الإصلاحية لذلك ترأس في عام 1975 خلال العام الدراسي الأخير «حركة الصحوة» وهي حركة طلابية تدعو إلى حقوق الطلاب والمساواة بينهم. بعد عشر سنوات أنشأ رحمة «حزب التضامن اللبناني» الذي ما زال يرأسه حتى يومنا هذا.
في عام 1986 كان رحمة الممثل القانوني الرسمي للقوات اللبنانية ودافع في عام 1994 عن زعيمها سمير جعجع وفؤاد مالك بالإضافة إلى جميع أعضاء القوات اللبنانية بعد اعتقالهم.
منذ بداية حياته السياسية كان إميل رحمة معروفا بالتزامه وتفانيه. في عام 1982 حضر المؤتمر الديمقراطي المسيحي الدولي في البرلمانات البلجيكية والإيطالية. في عام 1986 وحتى الآن هو عضو نشط في الاتحاد الماروني. علاوة على ذلك كان حاضرا في المؤتمر الماروني في كندا في عام 1985 ونيويورك في عام 1989 ولوس أنجيلوس في عامي 1994 و2002. كما يعتبر رحمة عضوا نشطا في لجنة الاتحاد المسيحي الوطني منذ عام 2008. أخيرا انتخب في عام 2003 «منسق الأحزاب اللبنانية لدعم حق الفلسطينيين في العودة ورفض إعادة التوطين».
إميل رحمة الذي كان في عام 2000 مرشح خارجي في منطقة بشري يشغل حاليا منصب نائب للمقعد الماروني في منطقة بعلبك/الهرمل.